# Westend (Berlin)
Westend, Berlin-Westend – dzielnica (Ortsteil) Berlina w okręgu administracyjnym Charlottenburg-Wilmersdorf. Od 1920 w granicach miasta.  
Znajduje się tutaj Stadion Olimpijski, Deutschlandhalle.

## Transport
Berlin-Westend to stacja kolejowa w dzielnicy. Znajdują się tutaj również następujące stacje metra linii U2:
- Theodor-Heuss-Platz
- Neu-Westend
- Olympia-Stadion
- Ruhleben